# Тумасозеро (озеро, Суоярвский район)
Ту́масо́зеро — озеро на территории Поросозерского сельского поселения Суоярвского района Республики Карелия.

## Общие сведения
Площадь озера — 13 км², площадь бассейна — 151 км². Располагается на высоте 175,3 метров над уровнем моря.
Форма озера лопастная, вытянутая с юго-востока на северо-запад. Берега каменисто-песчаные, частично заболочены, сильно изрезаны, в результате чего озеро условно разделено двумя расположенными друг против друга полуостровами, образующими узкий пролив.
На озере более двух десятков островов различной величины, сосредоточенных преимущественно в восточной «половине» озера.
С запада в озеро впадает протока, вытекающая из озера Кягиярви. С северо-востока вытекает безымянная протока, впадающая в Совдозеро, из которого берёт начало река Совдозерка, впадающая в озеро Кинаспуоли, соединяющееся короткой протокой с рекой Суной.
Ближайшие к озеру населённые пункты — посёлки Поросозеро и Костомукса, расстояние до которых напрямую, соответственно, 7 и 8 км, а по дороге местного значения 86К-14 («Суоярви — Юстозеро — (через Поросозеро) — Медвежьегорск») и грунтовой дороге без наименования расстояние составляет, соответственно, 32 и 8 км.
Код водного объекта в государственном водном реестре — 01040100211102000017920.

## Панорама

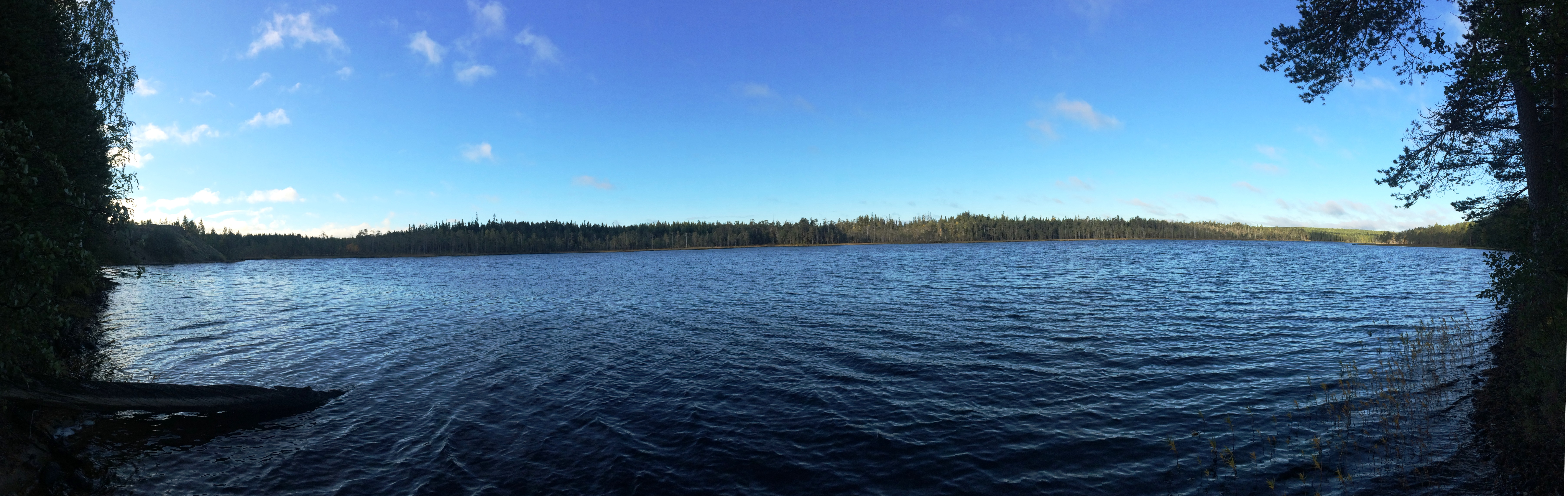
Панорама